# Poikelträsk
Poikelträsk (fi. Poikeljärvi) är en sjö i Finland. Den ligger i kommunen Björneborg i landskapet Satakunta, i den sydvästra delen av landet, 230 km nordväst om huvudstaden Helsingfors. Poikelträsk ligger 26,2 meter över havet. Arean är 71,8 hektar och strandlinjen är 5,8 kilometer lång. Sjön  ingår i Karvia å huvudavrinningsområde. 